# Fußball-Weltmeisterschaft 1994/Spanien
Dieser Artikel behandelt die spanische Nationalmannschaft bei der Fußball-Weltmeisterschaft 1994 in den Vereinigten Staaten.

## Qualifikation
| 22. April 1992     | Spanien – Albanien   | 3:0 | Míchel 2' 66', Hierro 87'                                               |
| 23. September 1992 | Lettland – Spanien   | 0:0 |                                                                         |
| 14. Oktober 1992   | Nordirland – Spanien | 0:0 |                                                                         |
| 18. November 1992  | Spanien – Irland     | 0:0 |                                                                         |
| 16. Dezember 1992  | Spanien – Lettland   | 5:0 | Bakero 49', Guardiola 51', Alfonso 80', Begiristain 82' 83'             |
| 24. Februar 1993   | Spanien – Litauen    | 5:0 | Cristóbal 5', Bakero 12', Begiristain 17', Christiansen 86', Aldana 90' |
| 31. März 1993      | Dänemark – Spanien   | 1:0 | Povlsen 20'                                                             |
| 28. April 1993     | Spanien – Nordirland | 3:1 | Salinas 21' 26', Hierro 41' / Wilson 11'                                |
| 2. Juni 1993       | Litauen – Spanien    | 0:2 | Guerrero 73' 77'                                                        |
| 22. September 1993 | Albanien – Spanien   | 1:5 | Kushta 40' / Salinas 4' 30' 58', Toni 18', Caminero 67'                 |
| 13. Oktober 1993   | Irland – Spanien     | 1:3 | Sheridan 72' / Caminero 11', Salinas 14' 26'                            |
| 17. November 1993  | Spanien – Dänemark   | 1:0 | Hierro 63'                                                              |

## Spanisches Aufgebot
| Nr.               | Name                    | Verein vor WM-Beginn | Geburtstag | Spiele   | Tore     | Gelbe Karte | Rote Karte |
| Torhüter          | Torhüter                | Torhüter             | Torhüter   | Torhüter | Torhüter | Torhüter    | Torhüter   |
| ----------------- | ----------------------- | -------------------- | ---------- | -------- | -------- | ----------- | ---------- |
| 1                 | Andoni Zubizarreta      | FC Barcelona         | 23.10.1961 | 4        | 0        | 0           | 0          |
| 13                | Santiago Cañizares      | Celta Vigo           | 18.12.1969 | 1        | 0        | 0           | 0          |
| 22                | Julen Lopetegui         | CD Logroñés          | 28.08.1966 | 0        | 0        | 0           | 0          |
| Abwehrspieler     |                         |                      |            |          |          |             |            |
| 2                 | Albert Ferrer           | FC Barcelona         | 06.06.1970 | 5        | 0        | 1           | 0          |
| 3                 | Jorge Otero             | FC Valencia          | 28.01.1969 | 2        | 0        | 1           | 0          |
| 4                 | Francisco José Camarasa | FC Valencia          | 27.09.1967 | 2        | 0        | 1           | 0          |
| 5                 | Abelardo                | FC Barcelona         | 19.03.1970 | 5        | 0        | 2           | 0          |
| 12                | Sergi Barjuan           | FC Barcelona         | 28.12.1971 | 5        | 0        | 0           | 0          |
| 17                | Voro                    | Deportivo La Coruña  | 09.10.1963 | 1        | 0        | 0           | 0          |
| 18                | Rafael Alkorta          | Real Madrid          | 16.09.1968 | 4        | 0        | 0           | 0          |
| 20                | Miguel Ángel Nadal      | FC Barcelona         | 28.07.1966 | 3        | 0        | 0           | 1          |
| Mittelfeldspieler |                         |                      |            |          |          |             |            |
| 6                 | Fernando Hierro         | Real Madrid          | 23.03.1968 | 5        | 1        | 1           | 0          |
| 7                 | Jon Andoni Goikoetxea   | FC Barcelona         | 21.10.1965 | 5        | 2        | 1           | 0          |
| 8                 | Julen Guerrero          | Athletic Bilbao      | 07.01.1974 | 2        | 0        | 0           | 0          |
| 9                 | Pep Guardiola           | FC Barcelona         | 18.01.1971 | 2        | 1        | 0           | 0          |
| 10                | José Mari Bakero        | Real Sociedad        | 11.02.1963 | 4        | 0        | 0           | 0          |
| 15                | José Luis Caminero      | Atlético Madrid      | 08.11.1967 | 4        | 3        | 3           | 0          |
| 21                | Luis Enrique            | Real Madrid          | 08.05.1970 | 4        | 1        | 1           | 0          |
| Stürmer           |                         |                      |            |          |          |             |            |
| 11                | Txiki Begiristain       | FC Barcelona         | 12.08.1964 | 1        | 1        | 0           | 0          |
| 14                | Juanele                 | Sporting Gijón       | 10.04.1971 | 0        | 0        | 0           | 0          |
| 16                | Felipe Miñambres        | CD Teneriffa         | 29.04.1965 | 2        | 0        | 1           | 0          |
| 19                | Julio Salinas           | FC Barcelona         | 11.09.1962 | 4        | 1        | 1           | 0          |
| Trainer           |                         |                      |            |          |          |             |            |
|                   | Javier Clemente         |                      | 12.03.1950 |          |          |             |            |

## Spiele Spaniens

### Vorrunde Gruppe C
| Spanien | - | Südkorea    | 2:2 (0:0) |
| Spanien | - | Deutschland | 1:1 (1:0) |
| Spanien | - | Bolivien    | 3:1 (1:0) |

Spanien startete mit einem blamablen Unentschieden gegen Südkorea, konnte sich aber mit einem Unentschieden gegen den Weltmeister und einem ungefährdeten Sieg über Bolivien rehabilitieren.

#### Spieldetails
- Freitag, 17. Juni 1994:  Spanien –  Südkorea 2:2 (0:0)

Spanien: Cañizares – Ferrer, Alkorta, Abelardo, Nadal (Kapitän) – Sergi, Fernando Hierro, Luis Enrique, Goicoechea – Salinas (63. Minambres), Guerrero (47. Caminero)
Südkorea: Choi In-young (Kapitän) – Hong Myung-bo – Kim Pan-keun, Park Jung-bae, Shin Hong-gi – Noh Jung-yoon (74. Ha Seok-ju), Choi Young-il, Lee Young-jin, Kim Joo-sung (59. Seo Jung-won), Ko Jeong-un – Hwang Sun-hong
Stadion: Cotton Bowl, Dallas
Zuschauer: 56.247
Schiedsrichter: José Torres Cadena (Kolumbien)
Tore: Julio Salinas (51.), Juan Antonio Goicoechea (56.) bzw.  Myung Bo Hong (85.), Jung Won Seo (89.)
Gelbe Karten: Luis Enrique (24.), José Luis Caminero (71.) bzw.  Yoo-Sung Kim (37.), Young Il Choi (61.)
Rote Karte: Nadal (25.)
- Dienstag, 21. Juni 1994:  Spanien –  Deutschland 1:1 (1:0)

Spanien: Zubizarreta (Kapitän) – Ferrer, Alkorta, Abelardo, Pep Guardiola (67. Camarasa) – Sergi, Hierro, Luis Enrique, Goicoechea (77. Bakero) – Salinas, Caminero
Deutschland: Illgner – Matthäus (Kapitän), Kohler, Berthold, Brehme – Strunz, Häßler, Effenberg, Sammer – Möller (62. Völler), Klinsmann
Stadion: Soldier Field, Chicago
Zuschauer: 63.113
Schiedsrichter: Ernesto Filippi Cavani (Uruguay)
Tore: 1:0 Goicoechea (14.), 1:1 Klinsmann (48.)
Gelbe Karten: Salinas (15.), Abelardo (38.), Hierro (53.) -Effenberg (70.)
- Montag, 27. Juni 1994:  Spanien –  Bolivien 3:1 (1:0)

Spanien: Zubizarreta (Kapitän) – Ferrer, Voro, Abelardo, Guardiola (68. Bakero) – Sergi, Minambres (46. Hierro), Goicoechea, Guerrero – Salinas, Caminero
Bolivien: Trucco – Borja, Rimba, Sandy, Peña, Soria (62. Castillo), Melgar (Kapitän), Soruco, Erwin Sánchez, Ramos (47. Jaime Moreno), Ramallo
Stadion: Soldier Field, Chicago
Zuschauer: 63.089
Schiedsrichter: Rodrigo Badilla Sequeira (Costa Rica)
Tore: 1:0 Guardiola (19./FE), 2:0 Caminero (65.), 2:1 Sánchez (67.), 3:1 Caminero (71.)
Gelbe Karten: Ferrer (46.), Caminero (90.)

### Achtelfinale
- Samstag, 2. Juli 1994:  Spanien –  Schweiz 3:0 (1:0)

Spanien: Zubizarreta (Kapitän) – Nadal, Ferrer, Abelardo, Alkorta – Sergi, Goicoechea (61. Beguiristain), Hierro (76. Otero), Bakero – Camarasa, Luis Enrique
Schweiz: Pascolo – Hottiger, Herr, Geiger, Quentin (58. Studer) – Ohrel (73. Subiat), Bregy (Kapitän), Sforza, Bickel – Knup, Chapuisat
Stadion: Robert F. Kennedy Memorial Stadium, Washington, D.C.
Zuschauer: 56.500
Schiedsrichter: José Torres Cadena (Kolumbien)
Tore: 1:0 Hierro (15.), 2:0 Luis Enrique (73.), 3:0 Beguiristain (86./FE)
Gelbe Karten: Goicoechea (18.), Ferrer (19.), Camarasa (22.), Otero (87.) – Hottiger (23.), Studer (69.), Subiat (77.), Pascolo (85.)

### Viertelfinale
- Samstag, 9. Juli 1994:  Spanien –  Italien 1:2 (0:1)

Spanien: Zubizarreta (Kapitän) – Nadal, Ferrer, Abelardo, Alkorta – Sergi (60. Salinas), Goicoechea, Otero, Bakero (65. Hierro), Caminero, Luis Enrique
Italien: Pagliuca – Tassotti, Costacurta, Maldini (Kapitän), Benarrivo – Conte (66. Berti), D. Baggio, Albertini (46. Signori), Donadoni –  R. Baggio, Massaro
Stadion: Foxboro Stadium, Foxborough
Zuschauer: 53.400
Schiedsrichter: Sándor Puhl (Ungarn)
Tore: 0:1 Dino Baggio (26.), 1:1 Caminero (59.), 1:2 Roberto Baggio (88.)
Gelbe Karten: Abelardo (3.), Caminero (19.)